# Tarauacá
Tarauacá è un comune del Brasile nello Stato dell'Acre, parte della mesoregione di Vale do Juruá e della microregione di Tarauacá.